# Predsedstvo Sveta Evropske unije
Predsedstvo sveta Evropske unije je odgovorno za delovanje Sveta Evropske unije, zgornjega doma zakonodajalca EU. Vsakih šest mesecev se izmenja med državami članicami EU. Predsedstvo ni posameznik, ampak predsedujoča nacionalna vlada. Včasih ga napačno imenujejo "predsednik Evropske unije". Naloga predsedstva je voditi seje sveta, določiti njegove agende in delovni program ter olajšati dialog na sejah Sveta in z drugimi institucijami EU. 
Tri zaporedna predsedstva so znana kot predsedniške trojke. V obdobju 2020–2021 so takšno trojko sestavljale Nemčija (julij – december 2020), Portugalska (januar – junij 2021) in Slovenija (julij – december 2021). Po uvedbi sistema leta 2007 je nemško predsedstvo začelo drugi krog predsedstev.